# 秒速エモーション (ЯeaLの曲)
「秒速エモーション」は、ЯeaLのメジャー・デビューシングル。2016年3月9日にSMEレコーズより発売された。

## 概要
- ЯeaLのメジャーデビューシングル[3]。
- 「秒速エモーション」は、メジャーデビュー決定後に行っていた作曲作業の最後にできた曲で、作曲に際し決めていたコンセプトは、「桜」「切なさ」「踊れる曲」「お客さんがタオルを回せる曲」「全てにおいて過去の曲を超越する曲」というもの。Ryokoは「秒速エモーション」ができるまでに、100曲以上もの曲を作曲している[3][4]。
- 作詞と作曲は同時進行で行われ、最初にサビ、次にAメロ、その次はBメロといった順に作っていったが、AメロとBメロを別々のタイミングで作っていたためキーが合わず、上手く一つに繋がらなかったことと、「今のЯeaLでこの曲をやっていいのか?」という疑問がRyokoに浮かんだため、一旦ボツとなる。しかし、後にこの曲を聞いた他のメンバーからの反応が予想に反して良かったことから、曲構成やコードを見直すことにし、完成に至った[3][5]。

## 収録内容
1. 秒速エモーション (4:43)
  - 作詞・作曲：Ryoko／編曲：渡辺拓也、ЯeaL
2. Outsider (4:06)
  - 作詞・作曲：Ryoko／編曲：渡辺拓也、ЯeaL
3. スタートライン (5:06)
  - 作詞・作曲：Ryoko／編曲：渡辺拓也、ЯeaL
4. 秒速エモーション (Instrumental) (4:40)